# Progomphus perpusillus
Progomphus perpusillus – gatunek ważki z rodziny gadziogłówkowatych (Gomphidae). Występuje na terenie Ameryki Południowej.